# Pardosa masareyi
Pardosa masareyi är en spindelart som beskrevs av Cândido Firmino de Mello-Leitão 1939. 
Pardosa masareyi ingår i släktet Pardosa och familjen vargspindlar. Artens utbredningsområde är Ecuador. Inga underarter finns listade i Catalogue of Life.